# Носков, Вячеслав Евгеньевич
Вячеслав Евгеньевич Носков (род. 1996) — российский пловец в ластах.

## Карьера
Воспитанник магнитогорского плавания. Позже переехал в областной центр.
На чемпионате России 2017 года завоевал три бронзы — на дистанции 100 метров, а также в эстафетах 4х100 и 4х200 метров.
На чемпионате Европы стал чемпионом в эстафете 4×100 м. При этом россияне установили новый мировой рекорд — 2 минуты 17,37 секунды.
На чемпионате мира в Сербии в 2018 году стал двукратным чемпионом мира в эстафете 4х100 и 4×200 м.
На чемпионате Европы в городе Янина в Греции в 2019 году ещё раз стал чемпионом Европы в эстафете 4×200 м.
В марте 2020 года удостоился звания Заслуженный мастер спорта России.
В 2020 году закончил Уральский государственный университет физической культуры.
На чемпионате мира 2021 года в городе Томск завоевал две золотые награды в эстафетах 4х100 и 4×200 м.